# Michael Bleekemolen
Michael Bleekemolen, nizozemski dirkač Formule 1, * 2. oktober 1949, Amsterdam, Nizozemska.

## Življenjepis
Debitiral je na domači dirki za Veliko nagrado Nizozemske v sezoni 1977, kjer se mu ni uspelo kvalificirati na dirko. V naslednji sezoni 1978 je nastopil na zadnjih štirih dirkah sezone, kvalificirati pa se mu je uspelo le na dirki za Veliko nagrado ZDA, kjer je odstopil.

## Popolni rezultati Formule 1
(legenda) (odebeljene dirke pomenijo najboljši štartni položaj, poševne pa najhitrejši krog, †-uvrščen kljub odstopu)
| Leto | Moštvo          | Šasija    | Motor       | 1   | 2   | 3   | 4    | 5   | 6   | 7   | 8   | 9   | 10 | 11  | 12  | 13      | 14      | 15      | 16      | 17  | Prv | Toč |
| ---- | --------------- | --------- | ----------- | --- | --- | --- | ---- | --- | --- | --- | --- | --- | -- | --- | --- | ------- | ------- | ------- | ------- | --- | --- | --- |
| 1977 | RAM Racing      | March 761 | Cosworth V8 | ARG | BRA | JAR | ZZDA | ŠPA | MON | BEL | ŠVE | FRA | VB | NEM | AVT | NIZ DNQ | ITA     | ZDA     | KAN     | JAP | -   | 0   |
| 1978 | ATS Racing Team | ATS HS1   | Cosworth V8 | ARG | BRA | JAR | ZZDA | MON | BEL | ŠPA | ŠVE | FRA | VB | NEM | AVT | NIZ DNQ | ITA DNQ | ZDA Ret | KAN DNQ |     | -   | 0   |